# Nowe Miasto Lubawskie
Nowe Miasto Lubawskie là một thị trấn thuộc huyện Nowomiejski, tỉnh Warmińsko-Mazurskie ở đông-bắc Ba Lan. Thị trấn có diện tích 11 km². Đến ngày 1 tháng 1 năm 2011, dân số của thị trấn là 11061 người và mật độ 973 người/km².